# Poly Bridge 2
Poly Bridge 2 — відеогра у жанрі мостобудівної симуляційної головоломки, розроблена новозеландською інді-студією Dry Cactus. Є продовженням отримавшої широке визнання гри Poly Bridge.

## Ігролад
Мета Poly Bridge 2 полягає в тому, щоб побудувати міст, який може забезпечити проїзд транспортних засобів з пункту А в пункт Б, використовуючи матеріали, надані в рамках обмеженого бюджету. На додаток до матеріалів, які вже були представлені в попередній грі Poly Bridge, з'являється новий матеріал — пружина. Гра пропонує вісім різних світів, кожен з яких складається з 16 рівнів, а також шість «складних світів», що складаються з більш складних версій рівнів, які містяться в перших шести світах, що в цілому складає 224 рівні. З появою функції, схожої на Майстерню Steam, гравці можуть створювати та завантажувати власні рівні, щоб інші гравці могли насолоджуватися ними. Цей сервіс майстерні розміщений на серверах Dry Cactus, що робить гру сумісною з іншими платформами, такими як Epic Games Store, тоді як майстерня першої Poly Bridge була розміщена у Майстерні Steam і, таким чином, обмежувалася лише платформою Steam.

## Розробка та випуск
Poly Bridge 2 розроблена та видана новозеландською відеоігровою студією Dry Cactus, а до написання музики до гри знову долучився канадський композитор Адріан Таленс. Гра вийшла в Epic Games Store та Steam 28 травня 2020 року для Linux, macOS й Microsoft Windows. Мобільна версія Poly Bridge 2 була випущена для iOS 28 жовтня 2020 р., а для Android — 30 жовтня.
Продовження під назвою Poly Bridge 3 вийшло 30 травня 2023 року.

## Сприйняття
| Агрегатор  | Оцінка |
| ---------- | ------ |
| Metacritic | 69/100 |

| Видання   | Оцінка |
| --------- | ------ |
| Shacknews | 5/10   |

Poly Bridge 2 отримала «змішані або середні» відгуки, згідно з агрегатором рецензій Metacritic; втім, у Steam вона отримала «Переважно позитивні» відгуки, з оцінкою 96/100 та з 2 852 відгуками станом на 22 березня 2021 року. Гра отримала оцінку 4,83/5 зірок у Google Play та 4,43/5 зірок в App Store.
Рассел Арчі з Gaming Nexus оцінив гру на 8,5 з 10. Він сказав, що гра була приємною і релаксуючою, і приносила йому багато задоволення щоразу, коли міст, який він побудував, обвалювався, і водії падали у воду.
Кріс О'Коннор з Impulse Gamer оцінив гру на 3,6 зірки з 5. Він похвалив гру за те, що вона є гарною забавкою за досить демократичну ціну, але розкритикував її за недостатню кількість етапів.
Майкл Лаферті з Common Sense Media дав грі 4 зірки з 5.
Джон Вокер з Rock, Paper, Shotgun відзначив, що «гра набагато більше схожа на доповнення, ніж на окрему гру».